# Tonlös velar frikativa
En tonlös velar frikativa är ett konsonant språkljud. Det tecknas i IPA som [x]. Ljudet representeras av ch i tyska "achtung".

## Egenskaper
Egenskaper hos den tonlösa velara frikativan:
- Den är pulmonisk-egressiv, vilket betyder att den uttalas genom att lungorna trycker ut luft genom talapparaten.
- Den är tonlös, vilket betyder att stämläpparna är slappa under uttalet och inte genererar en ton.
- Den är velar, vilket betyder att den uttalas genom att tungryggen trycks mot mjuka gommen.
- Den är frikativ, vilket betyder att luftflödet går genom en förträngning i talapparaten.

## Varianter
| IPA | Beskrivning                        |
| --- | ---------------------------------- |
| x   | tonlös velar frikativ, grundform   |
| xʷ  | labialiserad tonlös velar frikativ |
| x̌   | tonande tonlös velar klusil        |
| xʼ  | egressiv tonlös velar klusil       |

## Användning i språk
Den tonlösa velar frikativan förekommer bland annat i armeniska (Խ), esperanto (Ĥ), ryska (х), tjeckiska (ch), tyska och spanska (j, samt g före e eller i)